# Oakwood (Texas)
Oakwood es un pueblo ubicado en el condado de León en el estado estadounidense de Texas. En el Censo de 2010 tenía una población de 510 habitantes y una densidad poblacional de 174,1 personas por km².

## Geografía
Oakwood se encuentra ubicado en las coordenadas 31°35′5″N 95°51′00″O / 31.58472, -95.85000. Según la Oficina del Censo de los Estados Unidos, Oakwood tiene una superficie total de 2.93 km², de la cual 2.93 km² corresponden a tierra firme y (0%) 0 km² es agua.

## Demografía
Según el censo de 2010, había 510 personas residiendo en Oakwood. La densidad de población era de 174,1 hab./km². De los 510 habitantes, Oakwood estaba compuesto por el 65.1% blancos, el 29.22% eran afroamericanos, el 0.98% eran amerindios, el 0.59% eran asiáticos, el 0% eran isleños del Pacífico, el 2.94% eran de otras razas y el 1.18% pertenecían a dos o más razas. Del total de la población el 7.06% eran hispanos o latinos de cualquier raza.